# Het Kompas (Zoetermeer)
Het Kompas is de naam van een kerkgebouw op de hoek van het Piet Heinplein (adres: Piet Heinplein 13) en de Karel Doormanlaan in de wijk Dorp in de Nederlandse stad Zoetermeer. Het gebouw is ontworpen door architect D. Huurman en werd in 1956 in gebruik genomen door de Gereformeerde Gemeente. In 1969 werd de kerk uitgebreid, en in de jaren 1972-1973 werd aan de binnenkant een galerij toegevoegd. Het door de firma Slooff gebouwde orgel dateert uit 1987.
Eind jaren 70 werd de kerk verkocht aan de gereformeerde kerk, die wegens de groei van het aantal leden op zoek was naar een groter kerkgebouw. In 1980 konden ze de kerk in gebruik nemen.
In de jaren 1990 kochten de Zoetermeerse Vrijgemaakten het gebouw aan. Het kerkgebouw werd gemoderniseerd en kreeg de naam Het Kompas. Deze naam sluit aan bij de omgeving van het kerkgebouw (Zeeheldenbuurt) en wijst ook op de Bijbel als “het kompas voor het leven.”
In 2017 werd besloten het interieur te vernieuwen. Zo werd de kansel vervangen door een podium, waardoor de kerk ook geschikt werd gemaakt voor andere activiteiten dan alleen kerkdiensten.